# Paul Grüneis
Paul Grüneis (* 19. März 1908 in Wien; † 1972) war ein österreichischer Internist und Chefarzt der Wiener Poliklinik.
Paul Grüneis studierte Medizin und war dann als Assistent an der 2. Medizinischen Universitätsklinik tätig. Im Jahr 1945 habilitierte er sich und war ab 1946 Chefarzt der Poliklinik. Er verfasste zahlreiche wissenschaftliche Arbeiten und Beiträge für Sammelwerke. Grüneis war Mitglied der Wiener Gesellschaft für innere Medizin, der Deutschen Gesellschaft für innere Medizin und anderer internationaler Organisationen.